# Ariosoma howensis
Ariosoma howensis és una espècie de peix pertanyent a la família dels còngrids.

## Descripció
- La femella pot arribar a fer 42,2 cm de llargària màxima.
- Nombre de vèrtebres: 151-161.
- 211-241 radis tous a l'aleta dorsal.
- 161-178 radis tous a l'aleta anal.[4]

## Hàbitat
És un peix marí i bentopelàgic que viu entre 60 i 600 m de fondària.

## Distribució geogràfica
Es troba al Pacífic occidental: Austràlia (incloent-hi l'illa de Lord Howe), Fiji i Nova Caledònia.

## Observacions
És inofensiu per als humans.